# Província de Vestfália
A Província de Vestefália (em alemão:  Provinz Westfalen) foi uma das unidades políticas do Reino da Prússia e do Estado Livre da Prússia de 1815 a 1946. A província integrava no seu território a parte ocidental da província histórica da Vestefália.

## História

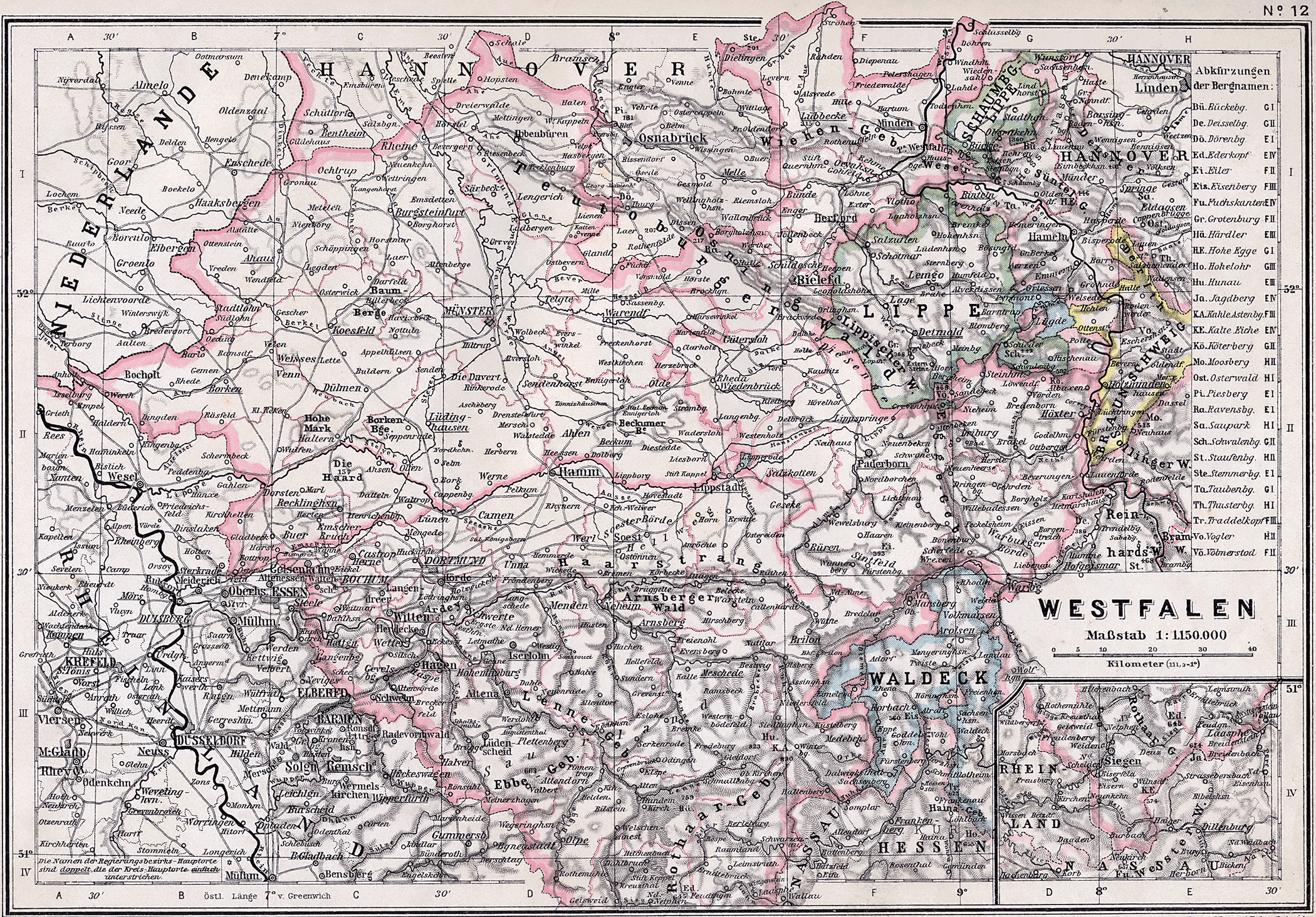
Mapa da Província da Vestfália (1905).

Napoleão Bonaparte fundou em 1807 o Reino da Vestfália como um estado cliente do Primeiro Império Francês, tendo aquela unidade política subsistido até 1813. Apesar do nome, o Reino de Vestfália integrava apenas uma pequena parte do território da província histórica da Vestfália, contendo essencialmente territórios de Hesse e Estfália.
Apesar da Prússia deter desde há longo tempo territórios na Vestfália, o rei Frederico Guilherme III da Prússia tinha preferido incorporar primeiro o Reino da Saxónia com os seus domínios prussianos e só com o Congresso de Viena, realizado em 1815, foi promovida a criação da Província da Vestfália. A província foi formada pela aglutinação de diversos territórios:
- As regiões da Vestfália sob domínio prussiano anterior a 1800 (o Principado de Minden e os condados de Mark, Ravensberg e Tecklenburg);
- O Bispado de Münster e o Bispado de Paderborn, adquiridos pela Prússia em 1802–1803;
- O pequeno Condado de Limburgo, adquirido em 1808;
- O Ducado de Vestfália, colocado sob suserania prussiana após o Congresso de Viena. A parte norte do Ducado, incluindo a cidade de Osnabrück, foi incorporada no Reino de Hanôver e no Ducado de Oldemburgo.
- Os principados de Sayn-Wittgenstein (Hohenstein e Berleburg) e de Nassau-Siegen (em 1817).

Em 1816, o distrito de Essen foi transferido para a Província do Reno.

## Economia
1907
18 % agricultura
59 % indústria
11 % comércio

## Após a Segunda Guerra Mundial
Após o termo da Segunda Guerra Mundial, a Província da Vestfália foi integrada com a metade norte da Província do Reno para formar o estado de Renânia do Norte-Vestfália (1946), o qual no ano seguinte integrou o antigo Estado de Lippe (1947).